# Cecropia silvae
Cecropia silvae är en nässelväxtart som beskrevs av C.C. Berg. Cecropia silvae ingår i släktet Cecropia och familjen nässelväxter. Inga underarter finns listade i Catalogue of Life.